# Medvedivți, Muncaci
Medvedivți (în ucraineană Медведівці, în cehă Medvedovce) este un sat în comuna Kalnîk din raionul Muncaci, regiunea Transcarpatia, Ucraina.

## Istoric
Locuitorii ruteni din Medvedivți au cumpărat și adus în sat în anul 1793 o biserică cu hramul „Sf. Arhanghel Mihail” din satul Velîki Lucikî, aflat în apropierea orașului Muncaci. Acest lăcaș de cult, ce fusese construit în a doua jumătate a secolului al XVII-lea, a rămas în sat până în anul 1929, când a fost donat Primăriei orașului Praga, care era atunci capitala statului (Rusia Subcarpatică, astăzi regiunea Transcarpatia a Ucrainei, a devenit parte a noului stat Cehoslovacia după Primul Război Mondial și împărțirea teritoriului Ungariei), unde se află și în prezent.

## Demografie
Componența lingvistică a localității Medvedivți
     Ucraineană (98,94%)
     Alte limbi (0,85%)
Conform recensământului din 2001, majoritatea populației localității Medvedivți era vorbitoare de ucraineană (98,94%), existând în minoritate și vorbitori de alte limbi.